# Protonemura italica
Protonemura italica är en bäcksländeart som först beskrevs av Aubert 1954.  Protonemura italica ingår i släktet Protonemura och familjen kryssbäcksländor. Inga underarter finns listade i Catalogue of Life.